# Črni Kal
Črni Kal (wł. San Sergio) – wieś w Słowenii, w gminie miejskiej Koper. 1 stycznia 2018 liczyła 229 mieszkańców.